# Torre de’ Busi
Torre de’ Busi (lombardul: Torr de Bus vagy Torr de Büs) település Olaszországban, Lombardia régióban, Lecco megyében. Lakosainak száma 2224 fő (2023. január 1.). Torre de’ Busi Caprino Bergamasco, Calolziocorte, Carenno, Cisano Bergamasco, Costa Valle Imagna, Monte Marenzo és Roncola községekkel határos.

## Népesség
A település lakossága az elmúlt években az alábbi módon változott:

| 2017 | 2 077 |
| 2023 | 2 224 |